# Pierre Marlet
Pour les articles homonymes, voir Marlet.
Pierre Marlet (né à Namur en 1963) est un journaliste et un romaniste belge. Licencié en philologie romane à l'Université Catholique de Louvain et en journalisme à l'Université libre de Bruxelles, il entre à la RTBF en 1988. Il y a exercé la fonction de chef d'édition du journal d'édition et devient en avril 2009 le chef de production et d'édition du magazine d'information Questions à la une.
Il est le coordinateur de l'émission spéciale Bye Bye Belgium, faux journal télévisé consacré à la scission de la Belgique à la suite de la déclaration unilatérale d’indépendance de la Flandre.
Collaborateur scientifique au Département d’Études romanes de l'UCL où il est l'un des membres fondateurs du Groupe de Recherche sur l'Image et le Texte (GRIT), il effectue des recherches sur la relation image-texte dans la bande dessinée.
Pierre Marlet est également joueur du jeu Diplomatie. Ses meilleurs résultats en compétition sont des troisièmes places au championnat de France de 2005 et aux championnats de Belgique de 2003 et 2008. Il a participé à deux reprises au championnat du monde, 59e à Namur en 1999 et 53e à Paris en 2013.